# Сидун, Вадим Васильевич
Вади́м Васи́льевич Сиду́н (укр. Вадим Васильович Сидун; 10 февраля 2005, Киев) — украинский футболист, нападающий клуба «Эпицентр».

## Биография
Родился в Киеве. В ДЮФЛУ с 2015 по 2022 год выступал за «Ковель-Волынь» и «ВИК-Волынь».
В конце августа 2022 года подписал свой первый профессиональный контракт, с «Карпатами». В футболке львовского клуба дебютировал 1 октября 2022 года в победном (2:1) домашнем поединке 6-го тура группы А Первой лиги Украины против франковского «Прикарпатья». Вадим вышел на поле на 80-й минуте вместо Дениса Кожанова. В сезоне 2022/23 выходил на поле нерегулярно, провел 3 поединка в Первой лиге. В следующем сезоне играл за первую команду чаще, провёл 5 поединков в Первой лиге и 1 в кубке Украины. В то же время регулярно играл за резервную команду «львов», заявленную во Вторую лигу Украины. Именно за «Карпаты-2» и отличился первыми голами во взрослом футболе, 7 августа 2023 года на 66-й и 70-й минутах победного (5:0) выездного поединка 1-го тура Второй лиги Украины против львовского «Руха-2». Сидун вышел на поле в стратовом составе, а на 75-й минуте его заменил Артём Копыл. В сезоне 2023/24 во Второй лиге Украины отличился 7-мя голами в 21-м матче.
В Премьер-лиге Украины дебютировал 3 августа 2024 года в ничейном (0:0) выездном поединке 1-го тура против ровенского «Вереса». Вадим вышел на поле на 90+1-й минуте вместо бразильского нападающего Игора Невеса.